# كريستين كيهو
كريستين تي كيهو (ولدت في 3 أكتوبر 1950) هي سياسية أمريكية من سان دييغو، كاليفورنيا. وهي ديمقراطية عملت من 2004 إلى 2012 كعضو في مجلس شيوخ ولاية كاليفورنيا لتمثل المنطقة 39. كانت سابقًا عضوًا في جمعية ولاية كاليفورنيا (2000-2004) ومجلس مدينة سان دييغو (1993-2000).

## بدايات الحياة والنشاط
ولدت كيهو في عام 1950 في تروي بنيويورك. حصلت على درجة البكالوريوس من جامعة ولاية نيويورك في ألباني عام 1977. أصبحت ناشطة في السياسة عام 1978 كمتطوعة في مركز دراسات وخدمات المرأة في سان دييغو. كانت كيهو محررة لمجلة سان دييغو جيزيت خلال الفترة 1984-1986، وكانت رئيسًا لمقاطعة سان دييغو لحملة هزيمة اقتراح كاليفورنيا 64 (1986) واستعادة الإيدز إلى قائمة الأمراض المعدية بالولاية. كانت منسقة لصندوق مساعدة الإيدز في سان دييغو 1987-1988، والمديرة التنفيذية لجمعية هيلكريست للأعمال 1988-1989، ومساعدة مجلس المدينة خلال الفترة 1989-1992. كيهو مثلية ومؤيدة قوية للمساواة في الحقوق للمثليين والمثليات. كرئيسة سابقة للتجمع التشريعي للمثليين ومزدوجي الميل الجنسي ومغايري الهوية الجنسانية في كاليفورنيا، كانت واحدة من خمسة أعضاء صريحين من المثليين في الهيئة التشريعية لولاية كاليفورنيا: سناتور مارك لينو (ديمقراطي من سان فرانسيسكو) وأعضاء الجمعية توم أميانو (ديمقراطي - سان فرانسيسكو)، توني أتكينز (ديمقراطي- سان دييغو) وجون بيريز (دي-لوس أنجلوس).

## مجلس المدينة
مثلت كيهو المنطقة الثالثة لمجلس مدينة سان دييغو من 1993 إلى 2000، والمنطقة 76 في جمعية ولاية كاليفورنيا من 2000 إلى 2004. كانت أول مسؤولة مثلية الجنس منتخبة علنًا في المدينة.في عام 1998، ترشحت لمجلس النواب الأمريكي في منطقة الكونغرس التاسعة والأربعين ضد عضو الكونغرس الحالي براين بيلبراي لكنها هُزمت.
وبصفتها عضوًا في مجلس المدينة فقد سهلت تقليل الجريمة في منطقتها من خلال بدء شراكة عامة/خاصة فقامت ببناء مركز يضم مكتبة ومسرحًا وفصولًا دراسية لبرنامج الأسبقية بالإضافة إلى خدمات مجتمعية أخرى. كما لعبت دورًا أساسيًا في بناء الطريق السريع 15 بعد عدة تأخيرات.

## برلمان الولاية

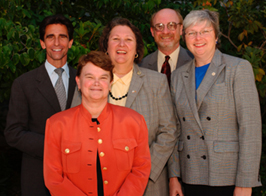
التجمع التشريعي للمثليين في كاليفورنيا

انتُخِبت كيهو لأول مرة لعضوية مجلس ولاية كاليفورنيا في عام 2000، وفازت في الانتخابات التمهيدية دون معارضة والانتخابات العامة بنسبة 61 في المائة من الأصوات. أعيد انتخابها دون صعوبة في عام 2002. انتُخِبت كيهو رئيسًا مؤقتًا للجمعية، وهو ثاني أعلى منصب في الجمعية. وهي ثاني امرأة تشغل هذا المنصب.

## مجلس شيوخ الولاية
بعد فترتين في الجمعية ترشحت كيهو لمجلس شيوخ ولاية كاليفورنيا في عام 2004 لتخلف ديدي ألبرت في الدائرة 39. عُين ألبرت في عام 2004 بعد ثماني سنوات في مجلس شيوخ الولاية.
تشمل المنطقة مجتمعات مقاطعة سان دييغو في سيتي هايتس وكليريمونت وديل مار وإيميرالد هيلز وإنكانتو وهيلكريست وكيرني ميسا ولا جولا وليمون جروف وليندا فيستا وميرا ميسا وميشن بيتش وميشن هيلز وميشن فالي ونورمال هايتس ونورث بارك وأوشن بيتش والمدينة القديمة وشاطئ باسيفيك وفالنسيا بارك. أعيد انتخابها في عام 2008. تركت المنصب في ديسمبر 2012 بسبب حدود المدة.

## مهنة ما بعد مجلس الشيوخ
في نوفمبر 2012 أعلنت أنها ستصبح المدير التنفيذي لشركة تعاونية كاليفورنيا المركبة في المكونات اعتبارًا من 1 يناير 2013. وتشجع المجموعة التعاونية -التي تأسست في يوليو 2012- على قبول وتوافر السيارات الكهربائية بالكامل. في عام 2016 خدمت كيهو كواحد من 55 ناخبًا في كاليفورنيا في الهيئة الانتخابية.

## المنظمات والعضويات
كانت كيهو من المؤيدين المتحمسين لزيادة حماية البيئة لموارد الولاية في منصبها المعين في لجنة كاليفورنيا الساحلية. كيهو عضوة في كل من: نادي سييرا والمنظمة الوطنية للمرأة (الآن) والتجمع السياسي النسائي الوطني ونادي أبتاون الديمقراطي وكاليفورنيا ونساء في الحكومة ونادي سان دييغو الديمقراطي وندوة النقل النسائية. وهي أيضًا عضوة في مجلس إدارة جمعية كاليفورنيا للمرأة المنتخبة للتعليم والبحث (CEWAER).